# Lost (sæson 4)
Den fjerde sæson af den amerikanske tv-serie Lost havde premiere 31. januar 2008 på American Broadcasting Company i USA og CTV i Canada med "The Beginning of the End," og sluttede 29. maj 2008 med sidste del af "There's No Place Like Home." I Danmark startede fjerde sæson på Kanal 5 den 8. juni 2008, men kanalen sendte ikke mere end første afsnit.. Den 8. januar 2009 startede fjerde sæson igen, men denne gang på 6'eren. Den kommer til at fortsætte på kanalen hver torsdag indtil der ikke er flere afsnit.
Skrivearbejdet begyndte i juni 2007, og sluttede i begyndelsen af november på grund af Writers Guild of America-strejken i 2007 og 2008. Strejken forårsagede at det ønskede antal afsnit på 16 først frygtedes reduceret til 8, men ved strejkens afslutning planlagde ABC antallet til 13, der slutteligt blev ændret til 14. Strejken forårsagede også en pause mellem "Meet Kevin Johnson" og "The Shape of Things to Come." På grund af Meet Kevin Johnsons cliffhanger havde producerne forsøgt at overtale ABC til at indsætte pausen efter "Ji Yeon." Fjerde sæson udkommer på dvd den 9. december 2008, udgives af Buena Vista Home Entertainment og indeholder de 14 afsnit, samt diverse ekstramaterialer som bloopers, slettede scener, kommentarspor og featurettes.
Sæsonen fortsætter historien om de overlevende fra Oceanic Flight 815, der strander på en mystisk ø i Stillehavet. Naomi Dorrits (Marsha Thomason) folk ankommer til øen og splitter de overlevende i to fraktioner; Én anført af Jack Shephard (Matthew Fox) og én anført af John Locke (Terry O'Quinn). Flere af de overlevende kommer væk fra øen, og i flashforwards følges livet for de medieeksponerende "Oceanic Six," der dækker over øen med en løgnehistorie, der når alverdens medier.

## Produktion
Serien produceres af ABC Studios, Bad Robot Productions og Grass Skirt Productions og sendes på American Broadcasting Company i USA, CTV i Canada og Kanal 5 i Danmark. Medskaber/producer/forfatter Damon Lindelof og producer/forfatter Carlton Cuse opererer som show runners. Optagelserne på fjerde sæson startede i august 2007. Skrivearbejdet blev indstillet i begyndelsen af november som følge af forfatterstrejken i Hollywood, på et tidspunkt hvor kun halvdelen af sæsonens manuskripter var færdige. Da strejken sluttede blev det besluttet at producere 13 af de planlagte 16 afsnit samt at tilføje en pause mellem "Meet Kevin Johnson" og "The Shape of Things to Come". Producerne forsøgte at få ABC til at lægge pausen mellem "Ji Yeon" og "Meet Kevin Johnson," dels på grund af den cliffhanger "Meet Kevin Johnson" rummer, og dels fordi man i tilfælde af, der ikke blev produceret mere af sæsonen – som konsekvens af strejken – sluttede med det afsnit, man mente fungerede bedst som sæsonfinale. I løbet af sæsonen fortsatte den (næsten) ugentlige udsendelse Lost Podcast, hvor Lindelof og Cuse via lyd og video gennemgår tidligere afsnit, spørgsmål fra fans og til tider diverse rapportager. Lost: Missing Pieces lagde op til sæsonen med en serie på 13 mobisoder, der tilføjede brudstykker til tidligere begivenheder i Lost, skrevet af de sædvanlige forfattere, instrueret af Jack Bender og med de sædvanlige skuespillerstab.
Ligesom andre sæsoner er den fjerde primært filmet på Oahu, Hawaii, men scener med Alan Dale (der spiller Charles Widmore) påkrævede, at man filmede i London, England, og således forlod man for første gang i seriens produktionshistorie USA, og det er på trods af man ofte tidligere har gengivet andre landes kulturer, herunder Phuket, Thailand, Tunesien og Sydney, Australien. Filmmaterialet efterbehandles i Los Angeles, USA, hvor også forfatterne arbejder. Hvert individ i forfatterstaben bringer angiveligt hver sin kvalitet til showet. I forfatterrummet brydes hvert afsnit ned i detaljerede stykker, hvor de diskuteres og bearbejdes inden de (oftest to) udpegede forfattere skriver selve manuskriptet.

## Casting
Nestor Carbonell, der spiller den mystiske ikke-aldrende Richard Alpert, var trods sin store betydning for tredje sæson tæt på ikke at vende tilbage i fjerde som følge af sit arbejde på Cane. Cane blev imidlertid aflyst af sit netværk under strejken, noget Carlton Cuse omtaler som en uforudset fordel ved strejken, da Carbonell derfor kan vende tilbage til sin rolle som Richard. I "Meet Kevin Johnson" har tidligere stjernerolleindehaver Cynthia Watros en speciel gæsteoptræden.
Matthew Fox spiller de overlevendes leder Jack Shephard. Evangeline Lilly spiller flygtningen Kate Austen, der desuden er involveret i trekantsdramaet mellem hende selv, Jack og Sawyer. James "Sawyer" Ford portrætteres af Josh Holloway, mens Jorge Garcia igen indtager rollen som Hugo "Hurley" Reyes. Terry O'Quinn spiller John Locke; en mand der har et stærkt bånd til øen, og Naveen Andrews figurerer igen som den irakkiske torturbøddel Sayid Jarrah. Daniel Dae Kim og Yunjin Kim udfylder rollerne som det koreanske ægtepar Jin-Soo Kwon og Sun-Hwa Kwon, der hhv. kæmper med ikke at kunne engelsk og med at kunne. Emilie de Ravin er i rollen som Claire Littleton, der netop er blevet mor, og Harold Perrineau vender tilbage som Michael Dawson efter en hel sæsons fravær. Michael Emerson fortsætter som den manipulerende leder af The Others, Benjamin Linus, og Henry Ian Cusick spiller Desmond Hume; En mand der kan se glimt af fremtiden. Elizabeth Mitchell er igen Juliet Burke – en kvinde der har været afpresset til at blive på øen i over tre år, og som er romantisk involveret med Jack. Tre nye stjerneroller blev tilføjet i form af Rebecca Mader som Charlotte Staples Lewis, Jeremy Davies som fysikeren Daniel Faraday og Ken Leung som Miles Straume.
Som altid figurerer der adskillige gæstestjerner, herunder Mira Furlans rolle Danielle Rousseau. Tania Raymonde spiller Danielles datter Alex og Blake Bashoff optræder som hendes kæreste Karl. L. Scott Caldwell og Sam Anderson gæsteoptræder som ægteparret Rose Henderson og Bernard Nadler, der var adskilt de første 48 dage på øen. Marsha Thomason returnerer som Naomi Dorrit – Kvinden der landede på øen med faldskærm i "Catch-22." Producerne havde håbet på at caste Lance Reddick til rollen som Mr. Eko allerede i anden sæson,[kilde mangler] men han havde travlt med HBOs The Wire. I fjerde sæson fik han rollen som mystiske Matthew Abbadon. Jeremy Davies blev casted som Daniel Faraday, fordi han er en af producernes favoritskuespillere.[kilde mangler] Jeff Fahey tilsluttede sig også serien, som piloten Frank Lapidus. Specielle gæstestjerner inkluderer Malcolm David Kelley og Dominic Monaghan.

## Modtagelse
Lost lagde i sin fjerde sæson ud med at få lidt over 16 millioner seere, på en tid hvor strejken stadig var i gang, og mange seere ønskede tv-serier som netop Lost tilbage. I løbet af sæsonen faldt seertallene hurtigt, og BuddyTV har forsøgt at forklare hvorfor: Første mulighed er, at serien er for kompliceret, fordi den er begyndt at gå dybere ind i mytologien, og de påpeger, at den i modsætning til andre serier har tillid til sine seeres intelligens. Alternativt mener de, at ABC ikke har formået at finde et passende "lead in" – dvs. de serier, der sendes før og efter Lost – og at publikummet fra disse leadins kun sjældent er fra samme publikum, der følger Lost. Det kunne også forklare, hvorfor serien så ofte har fået nye sendetider. Som sin tredje mulighed mener BuddyTV, at serien faktisk bliver set, bare ikke der hvor det anvendte ratingsystem aflæser, men derimod på DVR og internettet, eller at fans venter på dvd-udgivelsen for at minimere ventetiden mellem afsnittene.
Fjerde sæsons afsnit har generelt fået gode anmeldelser, der hylder præstationen af blandt andre Michael Emerson, Henry Ian Cusick og Matthew Fox, men enkelte afsnit såsom "Eggtown" og "Something Nice Back Home" har fået mere moderate karakterer. Det femte afsnit, "The Constant," var på sin tid sæsonens seertalslavpunkt med 12,893 millioner seere. Til trods herfor blev det af flere fans og kritikere kaldt en af seriens bedste.

## Afsnit
| Serie # | Sæson # | Titel                                    | Instruktør       | Forfatter(e)                         | Hovedperson(er)                         | Original sendedato |
| 70 | 1       | "The Beginning of the End"               | Jack Bender      | Damon Lindelof & Carlton Cuse        | Hurley                                  | 31. januar 2008    |
| Jack får kontakt til fragtskibet Kahana der ligger tæt ved kysten, og den første af de fremmede ankommer til øen. Desmond vender tilbage til stranden, fortæller om Charlies død og advarer dem mod Naomis folk. For ikke at kompromittere sikkerheden undlader de at advare Jack via radioen, og i stedet går de med fakler og våben gennem junglen. De overlevende genforenes foran Oceanic Flight 815s cockpit, hvor flokken splittet i to fraktioner: Dem der følger med Jack og stoler på de fremmede, og dem der følger med Locke til barakkerne. I flashforwards bliver Hurley frivilligt indlagt på sindssygehospitalet.                                                                     |         |                                          |                  |                                      |                                         |                    |
| 71 | 2       | "Confirmed Dead"                         | Stephen Williams | Drew Goddard & Brian K. Vaughan      | Frank, Miles, Charlotte, Daniel & Naomi | 7. februar 2008    |
| De overlevende bliver suspekte overfor de fire nye på øen. Charlotte ender hos Lockes flok, mens Jack, Kate, Juliet og Sayid har Daniel, Frank og Miles med sig. Miles beskylder Kate for at have myrdet Naomi, og afslører senere at de er kommet for at fange Ben. Jacks gruppe undersøger den næsten intakte helikopter, mens Lockes gruppe diskuterer Bens henrettelse. I flashbacks ses udsnit af Miles', Faradays, Charlottes, Franks og Naomis arbejde og rekruttering til fragtskibet under den mystiske Matthew Abbadon. |         |                                          |                  |                                      |                                         |                    |
| 72 | 3       | "The Economist"                          | Jack Bender      | Edward Kitsis & Adam Horowitz        | Sayid                                   | 14. februar 2008   |
| Sayid, Kate og Miles tager til barakkerne for at forhandle sig til Charlottes frigørelse. Locke opsætter i samarbejde med Hurley, Sawyer og Danielle et baghold. Sayid vender bagholdet og situationen, og har Charlotte med sig da han kommer til helikopteren. Sayid, Desmond, Frank og Naomi flyver tilbage mod Kahana. I flashforwards assassinerer Sayid en modspiller i Seychellerne, og senere en tysk kvinde, for Ben. |         |                                          |                  |                                      |                                         |                    |
| 73 | 4       | "Eggtown"                                | Stephen Williams | Elizabeth Sarnoff & Greggory Nations | Kate                                    | 21. februar 2008   |
| Kate og Miles indgår en aftale om, at hun får svar på hvad omverden ved om hendes kriminelle fortid, i bytte for at han får ét minut med Ben. Ben og Miles aftaler at Miles får $3.200.000 for at lyve om Bens tilstedeværelse, og Kate får bekræftet at medierne ved hun er kriminel. Locke og Sawyer opsnuser imidlertid hendes foretagende og bandlyser hende fra barakkerne. De overlevende ved stranden erfarer at helikopteren aldrig er nået frem til fragtskibet. I flashforwards ses Kates retssag og opfostring af Aaron. |         |                                          |                  |                                      |                                         |                    |
| 74 | 5       | "The Constant"                           | Jack Bender      | Carlton Cuse & Damon Lindelof        | Desmond                                 | 28. februar 2008   |
| Desmonds bevidsthed veksler mellem 2004 og 1996, og han lærer fra Faraday at han må finde en "konstant" i begge tider, for at få det til at stoppe. Desmond bruger Penny som sin konstant, og de kommer i telefonisk kontakt efter tre år, på netop juleaften. Faraday har i sine notesbog erkendt at Desmond er hans konstant. |         |                                          |                  |                                      |                                         |                    |
| 75 | 6       | "The Other Woman"                        | Eric Laneuville  | Drew Goddard & Christina M. Kim      | Juliet                                  | 6. marts 2008      |
| Juliet og Jack forsøger at indhente Faraday og Charlotte der er på vej til The Tempest. Ved Tempest tager Juliet Faraday på skudhold indtil hun indser de blot vil sikre stationen mod at blive brugt som våben af Ben. I flashbacks ses hvordan Goodwin og Juliets romantisk forhold til hinanden gjorde Ben så jaloux, at han bevidst sendte Goodwin på en mission, han vidste ville få ham dræbt. |         |                                          |                  |                                      |                                         |                    |
| 76 | 7       | "Ji Yeon"                                | Stephen Semel    | Edward Kitsis & Adam Horowitz        | Sun & Jin                               | 13. marts 2008     |
| Sun betvivler Daniels intentioner og forlader stranden for at komme til Lockes lejr. Juliet, der ønsker Sun væk fra øen så hun ikke dør før sit tredje trimester, føler sig nødsaget til at fortælle Jin om Suns tidligere affære, for at holde dem ved stranden. Jin tilgiver Sun, fordi han ved hvilken mand han var før de kom til øen. I flashbacks ses Jin forsøge at komme til et hospital, under diverse komplikationer. I flashforwards ses Sun føde sin datter, Ji Yeon. Hvorefter hun sammen med Hurley besøger Jins gravsted. |         |                                          |                  |                                      |                                         |                    |
| 77 | 8       | "Meet Kevin Johnson"                     | Stephen Williams | Elizabeth Sarnoff & Brian K. Vaughan | Michael                                 | 17. april 2008     |
| På Kahana konfronterer Sayid Michael, der fortæller sin historie fra da han kom hjem og til han endte tæt på øen igen. Efter at have fortalt at han arbejder for Ben, afslører Sayid Michaels sande identitet for skibets kaptajn. På øen sender Ben Danielle, Alex og Karl afsted mod Templet, men i et baghold asassineres Danielle og Karl. I flashbacks ses Michaels forsøg på at tage eget liv op til flere gange, og hans senere møde med Tom, der overtaler ham til at tage sit job på fragtskibet. |         |                                          |                  |                                      |                                         |                    |
| 78 | 9       | "The Shape of Things to Come"            | Jack Bender      | Brian K. Vaughan & Drew Goddard      | Ben                                     | 24. april 2008     |
| Faraday fortæller at hans folk ikke er på øen for at redde de overlevende, umiddelbart efter liget af Kahanas doktor er skyllet op på stranden. Sawyer, Claire og Miles drager mod stranden, mens Hurley bliver og hjælper Locke og Ben med at finde Jacobs hytte. Alle har de forladt barakkerne efter angreb fra militære enheder, hvor Alex blev myrdet. I flashforwards ses hvordan Sayid bliver lejemorder for Ben, og Bens konfrontation af Charles Widmore. |         |                                          |                  |                                      |                                         |                    |
| 79 | 10      | "Something Nice Back Home"               | Stephen Williams | Edward Kitsis & Adam Horowitz        | Jack                                    | 1. maj 2008        |
| Jack rammes af en blindtarmsbetændelse og Juliet iværksætter hvad der bliver en succesfuld operation. Sawyer, Miles, Claire og Aaron fortsætter gennem junglen, og med hjælp fra Frank Lapidus undslipper de Kahanas kaptajn Keamy. Dagen efter er Claire forsvundet, og Sawyer finder Aaron efterladt ved et træ. I flashforwards ses Jack og Kate bo sammen og opfostre Aaron. Jack frier til Kate, og får senere at vide af Hurley, at han ikke skal opfostre drengen. Desuden begynder han at se sin far i hallucinationer, han indleder sit misbrug af medicin og alkohol og i sin rus tvinger han oplysninger ud af Kate.                                                                      |         |                                          |                  |                                      |                                         |                    |
| 80 | 11      | "Cabin Fever"                            | Paul Edwards     | Elizabeth Sarnoff & Kyle Pennington  | Locke                                   | 8. maj 2008        |
| Locke ser i en vision Horace Goodspeed bygge Jacobs kabine, og ledes til den selvsamme grav Ben tidligere havde udset som Lockes dødssted. I kabinen afslører Christian Shephard - Jack og Claires far - sig selv som Jacobs talsmand. Han fortæller at Locke må flytte øen, for at redde den. På Kahana myrdes doktoren for at afpresse Frank Lapidus til at flyve Keamy og hans tropper tilbage til øen, og kaptajnen myrdes i magtkampen mellem de to. Sayid sejler tilbage til øen i en zodiac, og på øen kaster Lapidus ved ankomst en satellittelefon ned til de overlevende, så de kan se hvor helikopteren befinder sig. I flashbacks ses essentielle dele af Lockes, der fører ham til øen. |         |                                          |                  |                                      |                                         |                    |
| 81 | 12      | "There's No Place Like Home: Part 1"     | Stephen Williams | Damon Lindelof & Carlton Cuse        | Oceanic 6                               | 15. maj 2008       |
| Jack og Sawyer forenes for at finde helikopteren, og ved ankomst mødes de igen med Frank Lapidus, der informerer dem om Martin Keamys tilstedeværelse og intention. Ben, Locke og Hurley nærmer sig Dharma-stationen The Orchid, hvorfra de vil flytte øen. Ben lader sig selv tilfangetage, efter at have fortalt Locke hvordan han finder den rigtige Orchid. Sayid hjælper Kate med at indhendte Jack og Sawyer, og overlader redningsarbejdet vha. zodiacen til Faraday. Faraday bringer de første seks overlevende ud til Kahana, der viser sig at være lastet med adskillige kilogram C4-springstof. I flashforwards kommer Oceanic 6 hjem, hvor de besvarer enkelte spørgsmål for pressen.    |         |                                          |                  |                                      |                                         |                    |
| 82+83 | 13+14   | "There's No Place Like Home: Part 2 & 3" | Jack Bender      | Damon Lindelof & Carlton Cuse        | Oceanic 6                               | 29. maj 2008       |
| Locke og Ben flytter med succes øen, mens Oceanic 6 sammen med Desmond og Frank reddes af Pennys båd. Fragtskibet Kahana eksploderer, med blandt andre Jin ombord. I flashforwards følges op på Oceanic 6s tilbagevenden, hvor Jack erfarer Locke er død og at han har fået til opgave at bringe alle de hjemvendte tilbage til øen. |         |                                          |                  |                                      |                                         |                    |

## Fodnoter
1. ↑  Kanel 5 Arkiveret 30. april 2008 hos  Wayback Machine. Hentet 25-05-2008.
2. ↑  Kanel 5 Arkiveret 30. april 2008 hos  Wayback Machine. Hentet 17. juni 2008.
3. 1 2  6'eren Arkiveret 18. januar 2009 hos  Wayback Machine. Hentet 11. januar 2009
4. ↑  Lost Season 4 DVD news – TV Squad. Modtaget den 18. maj 2008.
5. ↑  Lost: 
"Stranger in a Strange Lande" (Sæson 3, afsnit 9). Manuskript af Elizabeth Sarnoff & Christina M. Kim.  Broadcasted første gang på American Broadcasting Company den TBA.
6. ↑  Lost: 
"Confirmed Dead" (Sæson 4, afsnit 2). Manuskript af Drew Goddard & Brian K. Vaughan.  Broadcasted første gang på American Broadcasting Company den 7. februar 2008.
7. ↑  Lost: 
"The Shape of Things to Come" (Sæson 4, afsnit 9). Manuskript af Drew Goddard & Brian K. Vaughan.  Broadcasted første gang på American Broadcasting Company den TBA.
8. 1 2 3 4 5 6 7 8 9 10 11 12 13 14 15  Lost – TV.com Arkiveret 4. juli 2008 hos  Wayback Machine. Modtaget 30-05-2008.
9. ↑  Modtaget den 15-05-2008.
10. ↑  The Beginning of the End (Lost)#Modtagelse
11. ↑  The Shape of Things to Come (Lost)#Modtagelse
12. ↑  Something Nice Back Home#Modtagelse
13. ↑  There's No Place Like Home#Modtagelse
14. ↑  Bauder, David, (4. marts 2008) "Oprah's Big Give Gets Big Numbers", Associated Press.  Modtaget den 6. marts 2008.
15. ↑  Dahl, Oscar, (29. februar 2008) "Unstuck in Time", BuddyTV.  Modtaget den 9. marts 2008.
16. ↑  Jensen, Jeff "Doc", (5. marts 2008) "A Desmond Fact-Check Arkiveret 10. marts 2008 hos  Wayback Machine", Entertainment Weekly.  Modtaget den 9. marts 2008.